# Klaarwater (Soest)

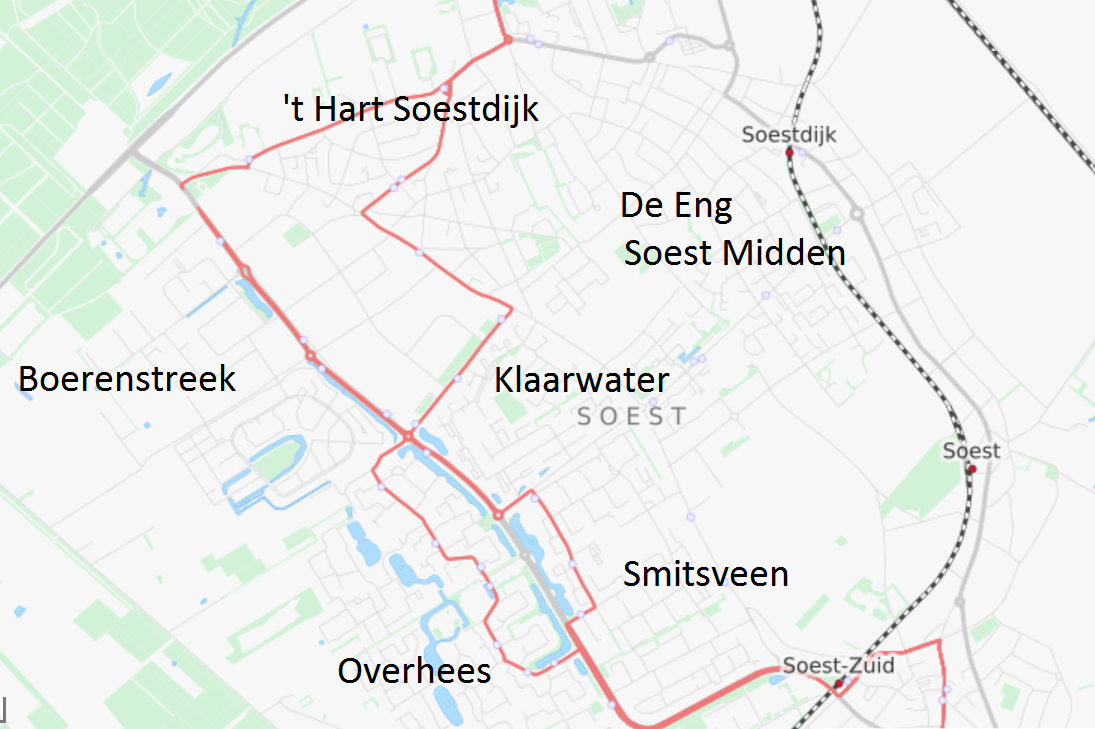
Wijken van Soest

Klaarwater is een woonwijk in Soest. De wijk wordt begrensd door de Koningsweg, Beukenlaan, Dalweg en Vrijheidsweg.
In Klaarwater, dat gebouwd werd tussen 1960 en 1975, wonen bijna 3.300 mensen. Aan de Koningsweg en de Dalweg staan een aantal flats evenals aan noordwestelijke rand tussen de Wiardi Beckmanstraat en Vrijheidsweg. Midden in de wijk ligt Park Honsbergen dat in de jaren 70 werd aangelegd. Hier is onder andere Eetbaar Soest actief. Onder in de serviceflat Honsbergen bevindt zich een Multi Functioneel Centrum Het grootste deel van het winkelcentrum wordt gevormd door een supermarkt. Klaarwater bestaat naast flats uit eengezinswoningen en wordt ontsloten door de ring van Titus Brandsmastraat, Klaarwaterweg en Johannes Poststraat.
De vijver langs de Koningsweg vervult een recreatieve functie als visvijver. De groenwallen lopen als linten door de wijk. De wijk had een wijkbewonersteam, totdat de gemeente Soest per 31 december 2017 de financiering daarvoor stopzette.
’t Hart Soestdijk (Industrieterrein Soest - ’t Hart - Soestdijk) · 
Boerenstreek (Pijnenburg - Het Soesterveen - De Grachten - Boerenstreek) · 
De Eng Soest Midden (De Eng Noord West - De Eng - Soest Midden - Eemgebied - de Eng Zuid) ·  
Klaarwater · 
Overhees (De Zoom - Wieksloot - Overhees - Hees - Klein Engendaal - Klein Engendaal Noord) · 
Smitsveen ·  
Dorp Soesterberg (Soesterberg Noord - Soesterberg Oost - Leusderheide - Soesterberg Kom) · 
Soest-Zuid (Soest-Zuid - De Birkt - Soestduinen - Soester Duinen - Paltz - Vlasakkers)